# Simba La Rue
Le texte peut changer fréquemment, n’est peut-être pas à jour et peut manquer de recul. 
Le titre et la description de l'acte concerné reposent sur la qualification juridique retenue lors de la rédaction de l'article et peuvent évoluer en même temps que celle-ci.
Simba La Rue, nom de scène de Mohamed Saïda, né le 17 mai 2002 à Tunis (Tunisie), est un rappeur tunisien naturalisé italien. Il grandit à Milan en Lombardie.

## Biographie

### Jeunesse et débuts dans le rap
Mohamed Lamine Saïda naît le 17 mai 2002 à Tunis en Tunisie. Son père émigre en Italie peu après sa naissance et sa mère, ainsi que ses deux frères, Nadir et Adam, le suivent en 2009 et le rejoignent à Merone. Selon Saïda, le père est alcoolique et a toujours eu un comportement abusif envers sa femme et ses enfants, accusations confirmées par son arrestation en 2023 pour violences conjugales.
Il fréquente les écoles italiennes jusqu'en deuxième année du lycée quand, après une dispute lors d'un stage en alternance chez un employeur, il décide d'abandonner ses études.
Son nom de scène Simba La Rue dérive à la fois du surnom de « Lion » (tiré du Roi lion), qu'un oncle a donné à Simba, et du fait qu'il était toujours « dans la rue ».
Il sort les singles Opinel en 2021, Tarantelle en février 2022 et Mask deux mois plus tard, qui atteignent plus de trente millions de streams sur les plateformes musicales dont Spotify. Les trois singles sont rassemblés dans son premier EP, Crimi, sorti le 17 mai 2022 et composé de dix titres, sur lesquels collaborent les rappeurs Philip et Fresh laDouille. L'EP est certifié disque d'or à la mi-2023,.
Durant l'année 2023, il publie plusieurs titres inédits et diverses collaborations comme Carne Halal avec Baby Gang et Escomar, Spedizione punitiva avec Neima Ezza et Nko, et Levante avec Paky, qui atteint les douze millions de streaming sur Spotify, ainsi que Calculatrici avec Sfera Ebbasta, Geolier et Baby Gang, contenu dans l'album X2VR (it) sorti fin 2023 et certifié trois fois disque de platine.

### AlbumsTUNNELetESCI DAL TUNNEL(2024)
Le 5 janvier 2024, il sort son premier album studio titré Tunnel, où on retrouve des collaborations avec Guè, Ghali, Sfera Ebbasta, Baby Gang, Boy Mass, Paky et Tedua, qui atteint immédiatement la première place du classement FIMI dès sa première semaine et certifié disque de platine.
Quelque temps après, la tournée promotionnelle de son album est annulée à la suite d'une nouvelle arrestation du rappeur en avril 2024 pour non-respect des mesures de précaution imposées.
Le 13 octobre, il se produit aux TIM Music Awards 2024 (it), où il reçoit un disque de platine pour son album Tunnel[source secondaire souhaitée].
Le 18 octobre 2024, il sort l'album ESCI DAL TUNNEL, la suite de TUNNEL venant y ajouter 10 titres.

## Affaires judiciaires

### Évasion d'un centre de réinsertion post-carcérale
À la suite de quelques vols et autres délits mineurs, sa mère l'envoie vivre chez un oncle en France. De retour en Italie, il commet d'autres délits puis est arrêté et incarcéré dans la prison pour mineurs Cesare Beccaria de Milan en Lombardie. Quelque temps plus tard, il est affecté dans un centre éducatif, dont il s'échappe et devient un fugitif.
Après s'être livré à la police, il purge le reste de sa peine dans une prison pour mineurs, avant d'être transféré dans le centre de réinsertion Kayros dirigé par Claudio Burgio. Là, il rencontre et commence à collaborer avec le rappeur italo-marocain Baby Gang, avec qui il sort son premier titre, Sacoche, le 27 décembre 2020, commençant ainsi à se faire connaître sur la scène drill italienne.
Une fois libéré, il cesse de consommer de la drogue, notamment des psychotropes afin de se concentrer sur son avenir.

### Séquestration du rappeurTouché
En 2022, il entame une diss avec le rappeur Baby Touché qui, après une longue série de provocations sur les réseaux sociaux a subi des violences physiques par l'un des membres du gang de Simba La Rue.
Le 9 juin 2022, Simba et deux autres membres de son gang séquestrent le rappeur Touché. Simba publie une série de photos et de vidéos sur son profil Instagram les montrant à l'intérieur d'une voiture en train de violenter de Baby Touché, qui est ensanglanté et secoué.
Trois jours plus tard, Simba La Rue reçoit plusieurs coups de couteau dans un parking de Treviolo alors qu'il ramène chez lui sa petite amie, l'influenceuse Barbara Boscali, décrite plus tard comme complice de l'attaque menée par le gang de Touché,,. Le rappeur est touché à plusieurs endroits comme l'artère fémorale et le visage.
Pour ces faits, le rappeur est condamné en appel à trois ans et neuf mois de prison, alors que Baby Touché n'a pas signalé la séquestration à la police,.

### Fusillade à Milan
Durant la nuit du 2 au 3 juillet 2022, le rappeur est impliqué dans une fusillade dans la rue Tocqueville, près de Corso Como, à Milan avec le rappeur Baby Gang ; il est blessé au niveau des jambes par deux membres d'un gang rival à la suite d'échanges de coups de feu.
Pour ces faits, il est arrêté et condamné en première instance à une peine sommaire de six ans et quatre mois pour vol, bagarre, blessures graves et transport illégal d'arme à feu, peine réduite par la suite à quatre ans et six mois en appel après que l'accusation de vol qualifié ait été abandonnée. Le juge italien l'autorise à purger sa peine en résidence surveillée et en placement dans un centre d'éducation. Certains de ses concerts sont annulés à la suite d'une interdiction de la cour d'appel.
En septembre 2023, la procureure Francesca Crupi requiert une peine de cinq ans et huit mois de prison contre Simba La Rue, et quatre ans et huit mois de prison pour Baby Gang.
Le 11 avril 2024, il est arrêté et placé en détention à Côme pour non-respect de son assignation à résidence : il s'est rendu de nuit sur la piste de karting de Rozzano dans la ville métropolitaine de Milan, après avoir provoqué un accident de voiture. Le 4 juin, la cour d'appel de Milan accepte la demande de l'avocat du rappeur et assouplit les mesures restrictives, il est alors libéré de prison, et une nouvelle audience est planifiée,. Il fuit cette dernière.
Le 11 avril 2025, Simba La Rue, alors en fuite et sous le coup d'un mandat de recherche, est arrêté à Barcelone, en Espagne sur ordre des autorités italiennes, en collaboration avec l'UDYCO. Il doit purger ses peines cumulées de sept ans, trois mois, et dix-sept jours de prison. Il est placé en détention en attendant les procédures d'extradition vers l'Italie,.

## Discographie

### Albums studios
- 2022 : CRIMI
- 2024 : TUNNEL
- 2024 : ESCI DAL TUNNEL

### Titres
En tant qu'artiste principal
- 2020 : Sacoche (avec Baby Gang)
- 2021 : Louis V
- 2021 : Banlieue (avec Baby Gang et Philip)
- 2021 : Go Go Jack (avec Minur)
- 2021 : Opinel
- 2022 : Tarentelle
- 2022 : Mask
- 2023 : Brutte cose (avec Minur)
- 2023 : Batman (avec le 3askar)
- 2023 : Son fatto cosi
- 2023 : Taf Taf
- 2023 : Levante (avec Paky)
- 2024 : Triste
- 2024 : Big Benz (avec BM)
- 2024 : Copacabana
- 2024 : 40 gradi
- 2024 : VRP
- 2025 : AYAHUASCA (avec Tony Boy)
- 2025 : CAZZI MIEI

En tant qu'artiste invité
- 2021 : Glide (Keta avec Simba La Rue)
- 2021 : Bandito (The Ghost avec Simba La Rue)
- 2021 : Piazza di spaccio (167 Gang avec Simba La Rue)
- 2021 : TN (Samy avec Simba La Rue et Keta)
- 2021 : Pudini #2 (Philip avec Simba La Rue)
- 2022 : Chinga (Rondodasosa avec Simba La Rue)
- 2022 : Fratello mio (Escomar avec Baby Gang et Simba La Rue)
- 2023 : Spedizione punitiva (Neima Ezza avec Simba La Rue)
- 2023 : Carne Halal (Escomar avec Baby Gang et Simba La Rue)
- 2023 : Tekken (Niky Savage avec Simba La Rue)
- 2024 : Papillon (Emis Killa avec Simba La Rue)
- 2024 : X-ADV (Vale Lambo (it) avec Simba La Rue)
- 2024 : Drip (Néza avec Simba La Rue)
- 2024 : Piazza di Spaccio 2 (167 Gang avec Simba La Rue)
- 2025 : Gangsta Shit (Paky avec Simba La Rue)
- 2025 : Noord Africano (3robi avec Simba La Rue)

### Collaborations
- 2023 : Calcolatrici (Sfera Ebbasta avec Geolier, Baby Gang et Simba La Rue)
- 2023 : Machiavelli (Ghali avec Simba La Rue)
- 2024 : Denaro (Kid Yugi avec Simba La Rue)
- 2024 : Carrare (Tony Effe (it) avec Simba La Rue)
- 2024 : Spendere (Astro avec Simba La Rue)
- 2024 : Rito breve (Night Skinny avec Noyz Narcos, Geolier et Simba La Rue)
- 2024 : Bad mood (Lele Blade (it) avec Simba La Rue)